# Hannelore Werner

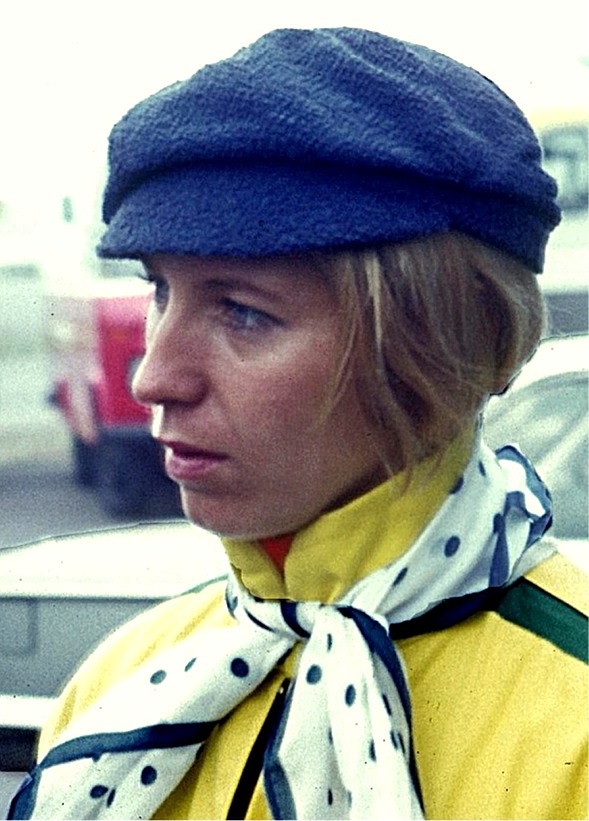
Hannelore Werner (1969)

Hannelore Werner (* 17. Januar 1942 in Hürth-Hermülheim) ist eine ehemalige deutsche Autorennfahrerin. Sie erlangte in Deutschland durch ihre Erfolge und den Start in der Formel 2 in den 1960er- und frühen 1970er-Jahren Bekanntheit.

## Karriere

### Tourenwagen- und GT-Motorsport
Hannelore Werner ist ausgebildete Zahntechnikerin und kam Anfang der 1960er Jahre zum professionellen Motorsport. Ihre ersten Rennen bestritt sie mit Fahrzeugen der Auto Union GmbH. So startete sie 1962 mit einem Auto Union 1000 S beim Internationalen DKW Silberschildrennen auf der Nürburgring-Südschleife und belegte am Ende den fünften Rang in ihrer Starter-Gruppe. Dazu wurde Folgendes berichtet: 

„Im Rennen kollidierte sie mit einem Teilnehmer. Danach blockierte der schleifende Kotflügel das rechte Hinterrad. Hannelore Werner löste auf der Strecke mit bloßen Händen den Kotflügel und machte sich danach auf die Verfolgungsjagd. Sie konnte das Rennen noch auf dem 5. Platz in ihrer Gruppe beenden.“

Von 1963 bis 1965 und nochmals 1968 und 1970 ging sie in der Sportwagen-Weltmeisterschaft an den Start. In den ersten Jahren fuhr sie einen DKW Junior, danach einen Porsche 911 S und einen Ford Capri. Ihr bestes Resultat in der Weltmeisterschaft erzielte sie zusammen mit Willy Zanders in einem Porsche 911 S beim 1000-km-Rennen von Spa-Francorchamps 1968. Das Rennen beendeten beide mit dem 3. Rang in der GT2.0-Wertung und dem 15. Gesamtplatz.
Parallel dazu fuhr sie auch in der Tourenwagen-Europameisterschaft. Von 1964 bis 1966 startete sie dort in der Klasse 2 bzw. 1. Division mit einem DKW F 11, 1969 mit einem Alpina-BMW 2002 und 1970 mit einem Ford Capri 2300 GT als Ford-Werksfahrerin in der 3. Division. Beim 4-Stunden-Rennen von Monza 1970 wurde sie zusammen mit Manfred Mohr Zweiter.
Einer ihrer größten Erfolge war 1969 der Gesamtsieg mit Rüdiger Faltz auf einem Alpina-BMW 2002 TI bei der 24-Stunden-Dauer-Leistungsprüfung auf dem Nürburgring, dem Vorläufer des 24-Stunden-Rennens auf dem Nürburgring.

### Rallye-Sport
Hannelore Werner startete 1970 und 1971 mit ihrer Beifahrerin Oda Dencker-Andersen in einem BMW 2002 TI bei der Rallye Monte Carlo. Im ersten Jahr erreichte sie den vierten Rang in der Klasse 2/3 und den 31. Gesamtplatz. Im folgenden Jahr verbesserte sie ihr Ergebnis. Sie gewann die Damen-Wertung und wurde Zweite in der Klasse 2/5 und 17. in der Gesamtwertung.

### Formel-Sport

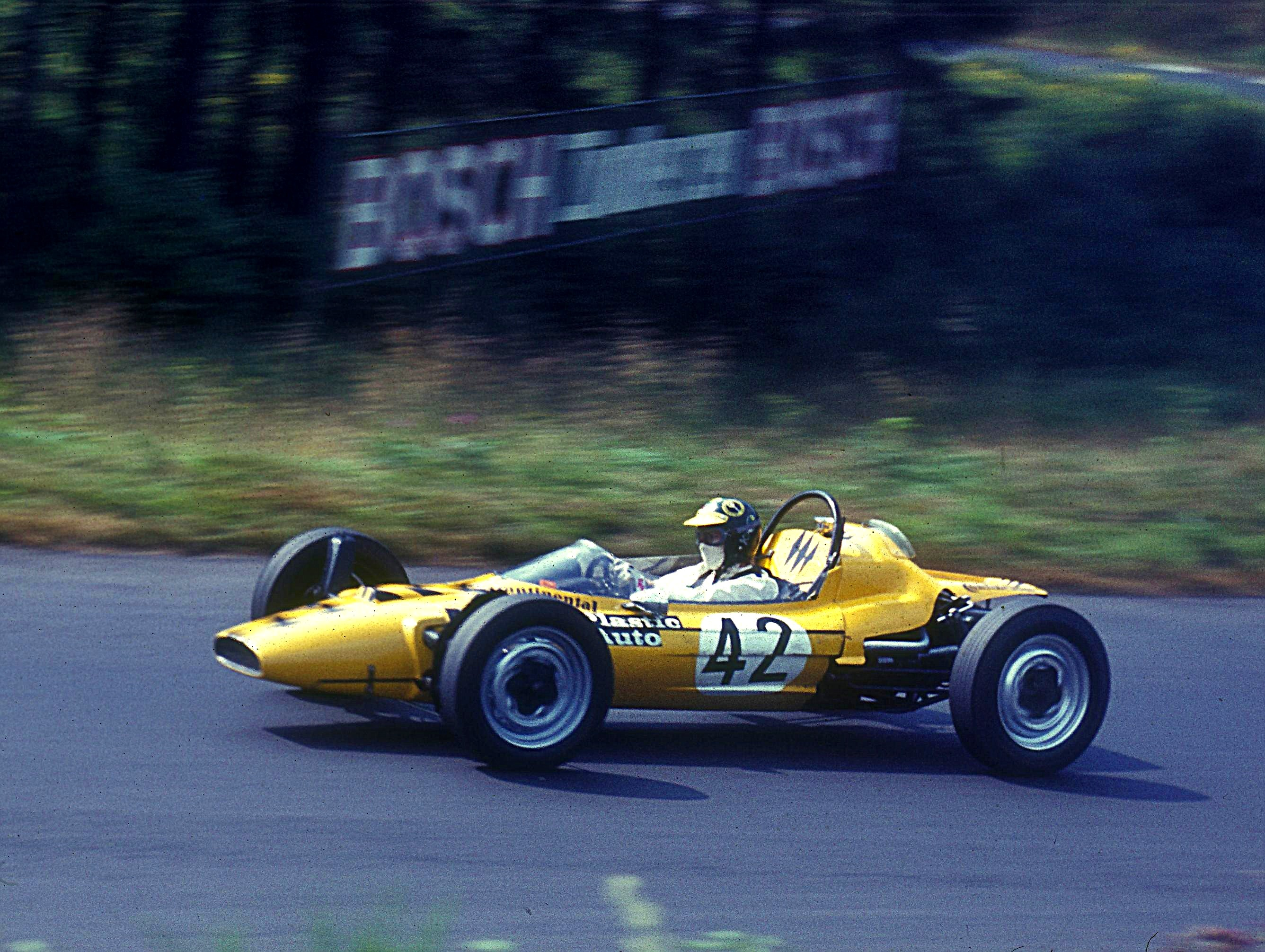
Hannelore Werner 1969 im Olympic-Formel-V

Ende der 1960er Jahre stieg sie in den Formelsport ein. Dort startete sie zunächst in der Formel V 1300. Ab 1970 fuhr sie für das Team Eifelland Caravans von Günther Hennerici, mit dem sie von 1979 bis zu dessen Tod 2000 verheiratet war, in der Formel 2 und der Formel 3.
Von 1970 bis 1972 startete sie in der Formel-2-Europameisterschaft. Im ersten Jahr fuhr sie einen March 702 und in den beiden weiteren Jahren einen March 712M und einen March 722. Ihr größter Erfolg in der Formel 2 war der zweite Platz hinter Xavier Perrot beim Großen Preis von Deutschland des AvD 1970, der auf dem Nürburgring statt auf dem Hockenheimring ausgetragen wurde. Mit einer Fahrzeit von 1:27:21,1 Stunden konnte sie die Piloten Alistair Walker, Brian Cullar, Graham Birrell und Derek Bell auf die Plätze drei bis sechs verweisen.
Parallel zur Formel 2 fuhr sie in verschiedenen Formel-3-Rennen in Deutschland und in Europa. 1970 ging sie mit einem March 703 in der Französischen Formel-3-Meisterschaft und 1971 in der Britischen Formel-3-Meisterschaft an den Start. Im ADAC Preis Formel 3 startete sie 1971 mit einem March 713 M. Nach einem Sieg beim Hohenloher Flugplatzrennen in Niederstetten, einem zweiten Rang beim Markgräfler Flugplatzrennen in Bremgarten und drei weiteren Top-Ten-Platzierungen wurde sie Fünfte in der Meisterschaft.
1973 stieg sie aus dem professionellen Motorsport aus. Einige Jahre lebte sie in dem Wallfahrtsort St. Jost bei Langenfeld und betrieb eine kleine Gaststätte. Danach zog sie nach Boos, unweit vom Nürburgring. Sie hat zwei Söhne und eine Tochter.

## Statistik

### Einzelergebnisse in der Sportwagen-Weltmeisterschaft
| Saison | Team             | Rennwagen         | 1   | 2   | 3   | 4   | 5   | 6   | 7   | 8   | 9   | 10  | 11  | 12  | 13  | 14  | 15  | 16  | 17  | 18  | 19  | 20  | 21  | 22  |
| ------ | ---------------- | ----------------- | --- | --- | --- | --- | --- | --- | --- | --- | --- | --- | --- | --- | --- | --- | --- | --- | --- | --- | --- | --- | --- | --- |
| 1963   | Hannelore Werner | DKW Junior        | DAY | SEB | SEB | TAR | SPA | MAI | NÜR | CON | ROS | LEM | MON | WIS | TAV | FRE | CCE | RTT | OVI | NÜR | MON | MON | TDF | BRI |
| 1963   | Hannelore Werner | DKW Junior        |     |     |     |     |     |     |     |     |     |     |     |     |     |     | DNF |     |     |     |     |     |     |     |
| 1964   | Hannelore Werner | Auto Union Junior | DAY | SEB | TAR | MON | SPA | CON | NÜR | ROS | LEM | REI | FRE | CCE | RTT | SIM | NÜR | MON | TDF | BRI | BRI | PAR |     |     |
| 1964   | Hannelore Werner | Auto Union Junior |     |     |     |     |     |     |     |     |     |     |     | DNF |     |     |     |     |     |     |     |     |     |     |
| 1965   | Hannelore Werner | DKW Junior        | DAY | SEB | BOL | MON | MON | RTT | TAR | SPA | NÜR | MUG | ROS | LEM | REI | BOZ | FRE | CCE | OVI | NÜR | BRI | BRI |     |     |
| 1965   | Hannelore Werner | DKW Junior        |     |     |     |     |     |     |     |     |     |     |     |     |     |     | 23  |     |     |     |     |     |     |     |
| 1968   | Willy Zanders    | Porsche 911 S     | DAY | SEB | BRH | MON | TAR | NÜR | SPA | WAT | ZEL | LEM |     |     |     |     |     |     |     |     |     |     |     |     |
| 1968   | Willy Zanders    | Porsche 911 S     |     |     |     | 15  |     |     |     |     |     |     |     |     |     |     |     |     |     |     |     |     |     |     |
| 1970   | Turbo-May        | Ford Capri        | DAY | SEB | BRH | MON | TAR | SPA | NÜR | LEM | WAT | ZEL |     |     |     |     |     |     |     |     |     |     |     |     |
| 1970   | Turbo-May        | Ford Capri        |     |     |     | DNF |     |     |     |     |     |     |     |     |     |     |     |     |     |     |     |     |     |     |